# 戰鎚40K：行商浪人
《戰鎚40K：行商浪人》，是一款由Owlcat Games制作和发行的等距视角戰略角色扮演遊戲。游戏于2023年12月7日正式发售。

## 玩法
游戏设定基于战锤40K系列第一版规则《行商浪人》。游戏使用了D100掷骰系统。
玩家控制一个包含6人的队伍。游戏的阵营系统划分为：自由主义、教条主义、异端主义。 自由主义更倾向于有同情心的个人英雄主义行为，教条主义倾向于维护帝国的利益，异端主义崇尚混沌的力量。每个阵营都有一些仅供该阵营角色使用的装备。游戏的职业系统分为基础职业、进阶职业和典范。

## 设定
游戏故事背景位于科罗努斯扩区（Koronus Expanse），玩家将扮演拥有强大权力和财富的帝国封臣行商浪人，得到帝国的许可进行探索、贸易、征服。 玩家原是西奥多拉·冯·瓦兰修斯（Theodora Von Valancius）的远亲，由于偶然的事件而成为瓦兰修斯王朝的继承人。

## 发行
游戏的试玩版于2023年6月1日开放，正式版于2023年12月7日在Microsoft Windows、PS5、Xbox Series X/S平台发行。
2024年8月8日，游戏的DLC《虚空暗影》正式发售。增加了一个新角色，以及两个新职业。2025年6月24日，游戏发售了第二个DLC《帝国法典》。

## 评价
| 汇总媒体   | 得分                   |
| ---------- | ---------------------- |
| Metacritic | PC: 78/100 PS5: 80/100 |

| 媒体   | 得分  |
| ------ | ----- |
| IGN    | 8/10  |
| Fami通 | 28/40 |

根据综合评价网站Metacritic的汇总，本作的PC版目前获得了78分的媒体评分。
PC Gamer的乔迪·麦格雷戈（Jody Macgregor）给游戏打出59分，认为游戏的氛围感很好，但批评游戏BUG和糟糕的规则。Rock, Paper, Shotgun编辑称赞了游戏的阵营系统，认为极端路线和中间路线都有游玩价值。 IGN编辑莉安娜·哈弗（Leana Hafer）形容这款游戏为“拥有出色的文本和战斗，130小时的太空史诗剧”，但同时她也批评了游戏存在的BUG问题。
2025年01月，游戏的销量已超过 100 万份。